# Ben Gurion Airport (stacja kolejowa)
Ben Gurion Airport (hebr.: נמל התעופה בן-גוריון) – stacja kolejowa położoną w terminalu porcie lotniczym im. Ben Guriona, w Izraelu. Jest obsługiwana przez Rakewet Jisra’el.

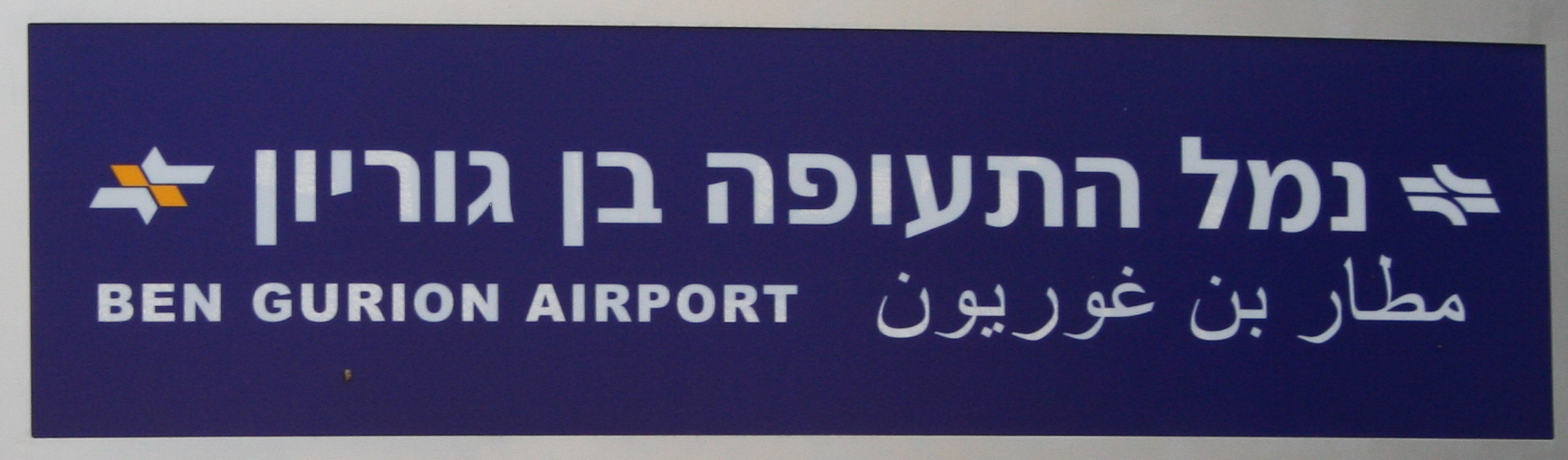
Znak stacji

Dworzec jest przystosowany dla osób niepełnosprawnych

## Połączenia
Pociągi z Ben Gurion Airport jadą do Naharijji, Hajfy, Tel Awiwu i Modi’in.